# Кулинарная лопатка

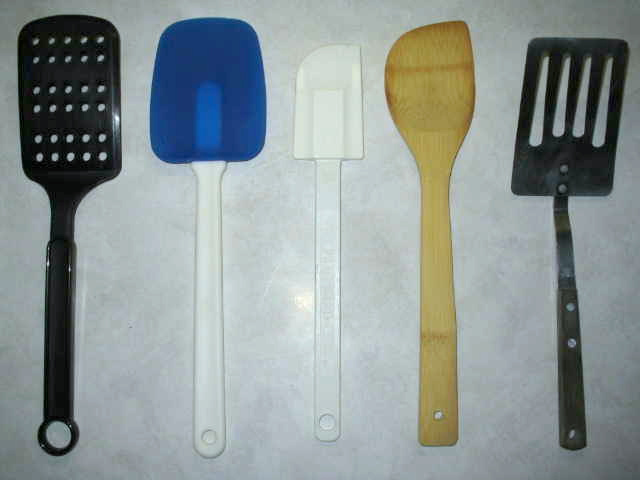
Различные лопатки

Кулинарная лопатка (или просто лопатка) — изделие в форме лопатки, используемое для сервировки стола и при приготовлении кулинарной выпечки и прочих продуктов.
Лопатка — один из самых распространённых и нужных предметов на кухне. Существует много видов лопаток: деревянные, пластиковые, стальные и керамические, с различными ручками, с дырочками и прорезями, с разнообразными покрытиями, любых цветов, форм и размеров.
Лопатка может служить для разных функций. Например, для приготовления жирных блюд, для удобного смешивания салата или для работы со сковородой используется лопатка с прорезями. Она позволяет, к примеру, при готовке рыбы оставить весь жир в сковороде. Для подачи тортов используется керамическая или металлическая лопатка; для жарки рыбы, больших кусков мяса или блинов — большая лопатка.
Для приготовления гуляша и любых жирных блюд лучше отказаться от деревянных лопаток, потому что они впитывают жидкость, запахи и жир, но при этом деревянные лопатки полностью натуральны, значит, под воздействием высоких температур не будут выделять вредных веществ. Силиконовые лопатки не впитывают запахи, не боятся высоких температур и безопасны для любой кухонной посуды. Пластиковые, стальные, керамические и силиконовые лопатки легко очищаются и в наименьшей степени подвержены деформации.
Лопатка появилась почти сразу, как появился котёл на кухне. Правда, она тогда очень отличалась от современных и не имела различных видов. Она была похожа на деревянную ложку, но ложкой было бы неудобно, например, снимать с печи пироги, так как у ложки глубокое отверстие

Виды лопаток
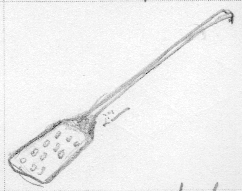
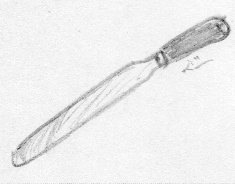
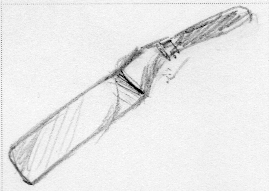
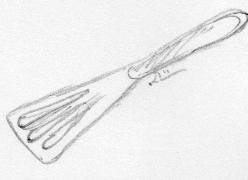
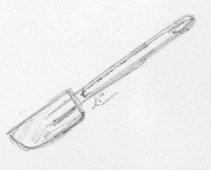